# Edeline Islands
Edeline Islands är öar i Australien. De ligger i delstaten Western Australia, omkring 1 900 kilometer nordost om delstatshuvudstaden Perth.
Trakten runt Edeline Islands är nära nog obefolkad, med mindre än två invånare per kvadratkilometer. Savannklimat råder i trakten. Genomsnittlig årsnederbörd är 1 594 millimeter. Den regnigaste månaden är februari, med i genomsnitt 443 mm nederbörd, och den torraste är augusti, med 1 mm nederbörd.